# Nikopol-trilogie
De Nikopol-trilogie is een Franse reeks van drie sciencefiction-stripromans geschreven door de uit Bosnië afkomstige Fransman Enki Bilal. De originele titels zijn: La Foire aux immortels (1980), La Femme piège (1986), en Froid Équateur (1992). Op de Nederlandse markt verschenen de albums bij uitgeverij Dargaud. In 1995 werden deze drie gebundeld uitgebracht bij uitgeverij Oog & Blik, getiteld Trilogie Nikopol.

## Albums
| Nummer | Titel                     | Verschenen | Uitgeverij |
| ------ | ------------------------- | ---------- | ---------- |
| 1      | Kermis der onsterfelijken | 1980       | Dargaud    |
| 2      | Lady in Blue              | 1986       | Dargaud    |
| 3      | Koude evenaar             | 1992       | Dargaud    |

## Diversen
De boeken zijn bewerkt in een computerspel, Nikopol: Secrets of the Immortals, en een film, Immortal.